# كونستانتين فون نيورات
كونستانتين هيرمان كارل فرايهر فون نيورات (2 فبراير 1873 - 14 أغسطس 1956) كان دبلوماسيًا ألمانيًا عمل وزيراً لخارجية ألمانيا بين عامي 1932 و1938.
ولد لعائلة نبيلة شوابيا، وبدأ حياته المهنية الدبلوماسية في عام 1901. حارب في الحرب العالمية الأولى وحصل على الصليب الحديدي لخدمته. بعد الحرب، شغل نيورات منصب وزير في الدنمارك، وسفير في إيطاليا وسفير في بريطانيا. في عام 1932  عُيَّن وزيرا للخارجية من قبل المستشار فرانز فون بابن، واستمر في شغل المنصب تحت أدولف هتلر.
في السنوات الأولى من النظام النازي، كان يُنظر إلى نيورات على أنه يلعب دورًا رئيسيًا في مساعي السياسة الخارجية لهتلر في تقويض معاهدة فرساي والتوسع الإقليمي في مقدمة الحرب العالمية الثانية، على الرغم من أنه غالبًا ما كان ينفر من أهداف هتلر تكتيكيًا إن لم يكن بالضرورة أيديولوجيًا. دفع هذا النفور في نهاية المطاف هتلر إلى استبداله في عام 1938 بالنازي يواكيم فون ريبنتروب الأكثر امتثالًا وحماسة. خدم نيورات كحامي الرايخ لبوهيميا ومورافيا بين عامي 1939 و1943، على الرغم من أن سلطته كانت اسمية فقط بعد سبتمبر 1941.
حوكم نيورات كمجرم حرب رئيسي في نورمبرغ وحُكم عليه بالسجن لمدة خمسة عشر عامًا لامتثاله وأفعاله في النظام النازي. حصل على الإفراج المبكر في عام 1954، وبعد ذلك تقاعد إلى ممتلكات عائلته وتوفي بعد ذلك بعامين.

## حياة سابقة
درس القانون في توبنغن وبرلين . بعد تخرجه في عام 1897، انضم في البداية إلى شركة محاماة محلية في مسقط رأسه. في عام 1901 دخل في الخدمة المدنية وعمل في وزارة الخارجية في برلين. في عام 1903  عُيَّن في السفارة الألمانية في لندن.

## تعليقات ختامية
1. 1 2  Encyclopædia Britannica | Konstantin Freiherr von Neurath (بالإنجليزية), QID:Q5375741
2. 1 2  Brockhaus Enzyklopädie | Konstantin Neurath (بالألمانية), OL:19088695W, QID:Q237227
3. ↑  Nuremberg Trials Project (بالإنجليزية), QID:Q78909371
4. 1 2 3 4 5  TracesOfWar، QID:Q98839586

## روابط خارجية
| المناصب السياسية    | المناصب السياسية                               | المناصب السياسية |
| ------------------- | ---------------------------------------------- | ---------------- |
| سبقه {{{سبقه}}}     | وزير الخارجية {{{الأعوام}}}                    | تبعه {{{تبعه}}}  |
| مناصب حكومية        |                                                |                  |
| سبقه                | Protector of Bohemia and Moravia ‏              | تبعه             |
| تبعه                |                                                |                  |
| المناصب الدبلوماسية |                                                |                  |
| سبقه {{{سبقه}}}     | سفارة ألمانيا في المملكة المتحدة {{{الأعوام}}} | تبعه {{{تبعه}}}  |